# انقلاب (مجموعه تلویزیونی)
انقلاب (به انگلیسی: Revolution) نام یک سریالی آمریکایی علمی تخیلی، ساخته شده توسط اریک کریپک (سازنده سریال سوپرنچرال) و به تهیه‌کنندگی جی. جی. آبرامز
است که در روزهای دوشنبه ساعت ۲۲ شب از شبکه NBC پخش می‌شود. در تاریخ ۱۹ اردیبهشت ۱۳۹۳ شبکه NBC پخش سریال را بعد از دو فصل متوقف کرد. بعد از توقف سریال، کمپین بزرگی برای تغییر و انتقال این سریال به شبکه‌ای دیگر جهت ادامه پخش آن به وجود آمد.

## خلاصه داستان
برق ۱۵ سال پیش از زمان حال، در کل جهان به وسیلهٔ اختراعی که پدر و مادر
چارلی کرده‌اند قطع شده‌است. شبه نظامیان پدر چارلی را کشته و برادر او دنی
را نزد سردستهٔ شبه نظامیان می‌برند. پدر چارلی در آخرین دقایق زندگی اش به
چارلی آدرس مکانی را که عمویش مایلز زندگی می‌کند می‌دهد. چارلی به همراه عمو
دوست عمو و دوست پدرش به دنبال دنی می‌روند و پس از پیدا کردن دنی می‌خواهد راز
قطع شدن برق را بفهمند و به دنبال راهی برای روشن شدن دوباره جهان بگردند.